# Enterprise Europe Network
Enterprise Europe Network är ett europeiskt nätverk som administreras av Europeiska kommissionen för att stödja små och medelstora företag. 
Dess verksamhet är en del av Lissabonstrategin om att stärka europeiska företags konkurrenskraft. Kommissionen är initiativtagare till Enterprise Europe Network och delfinansierar även verksamheten i de olika länderna. Nätverket består av ca 600 organisationer runt om i Europa och i närliggande länder. Det nya nätverket bygger på verksamheten inom två tidigare EU-nätverk: Euro Info Centre och Innovation Relay Centre. Nutek - Verket för näringslivsutveckling - är huvudfinansiär för Enterprise Europe Network i Sverige och koordinerar även verksamheten nationellt. I Sverige finns ett 40-tal kontaktpersoner som erbjuder gratis information och rådgivning kring EU-regler, EU-finansiering samt europeiska företagssamarbeten.